# Russell Hall
Russell Gordon Hall, född 20 februari 1890 i Plattsville, Ontario, död 1956, var en kanadensisk curlingspelare. Han var med i laget som kom delad tvåa i uppvisningsgrenen curling i de olympiska vinterspelen 1932 i Lake Placid.